# 키뒤시

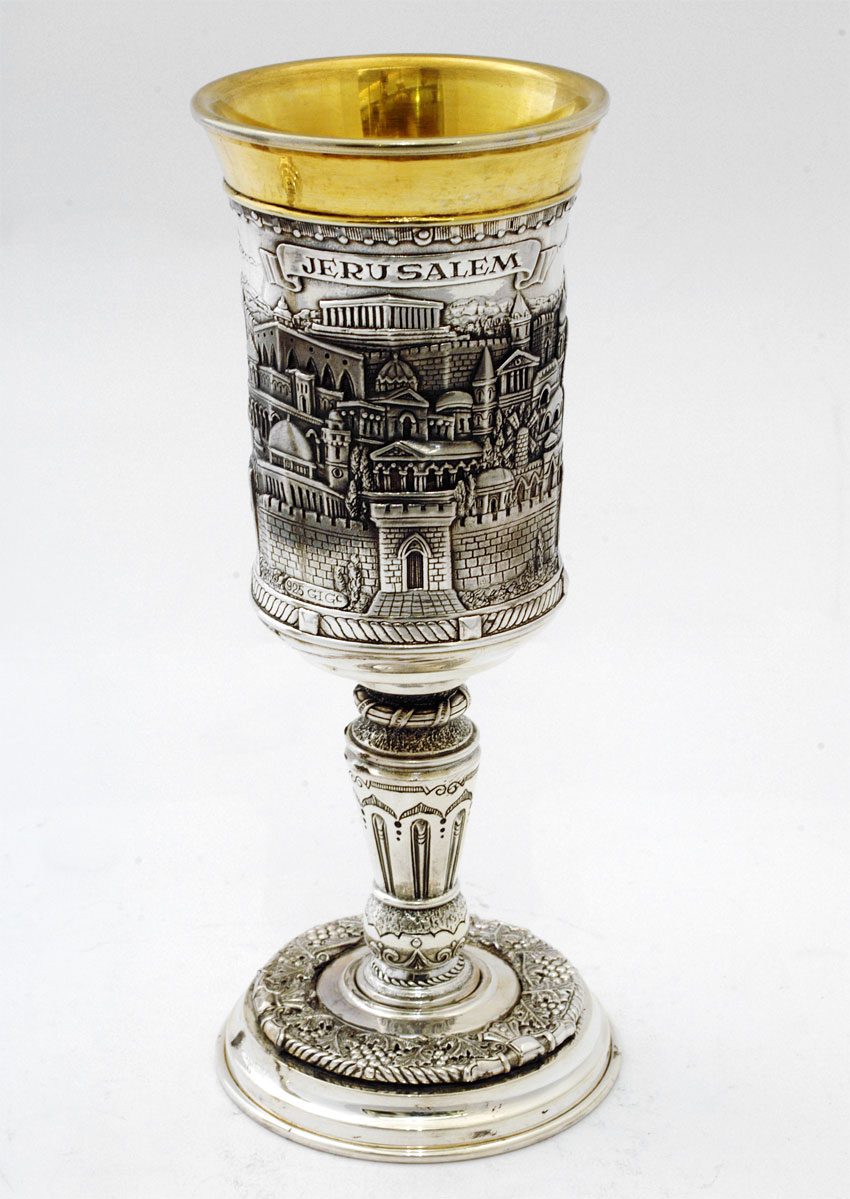

키뒤시(히브리어: קידוש, Kiddush)는 유대교에서 안식일이나 축제일 밤, 포도주와 빵을 통해서 신을 찬미하는 기도이다. 기도문의 내용은 축제에 따라서 다르기도 하다.